# Erik Elmsäter
Fritz Erik (Erik) Elmsäter (Stockholm, 7 oktober 1919 - aldaar, 9 maart 2006) was een Zweedse atleet en Noords skiër. Binnen de atletiek was hij voornamelijk actief was op de 3000 m steeple. Hij nam driemaal deel aan de Olympische Spelen en won hierbij één zilveren medaille.

## Biografie
Elmsäter vertegenwoordigde Zweden driemaal op de Olympische Spelen, eenmaal op de Zomerspelen en tweemaal op de Winterspelen (in 1948 en 1952).
Op de Winterspelen van 1948, die tevens als wereldkampioenschap golden, eindigde Elmsäter als negentiende op de 18 km bij het Langlaufen en als negende op de Noordse combinatie. Op de Spelen van 1948 in Londen behaalde jij een zilveren medaille op de 3000 m steeple. Hij was hiermee de eerste Zweed die zowel meedeed aan de Olympische Winterspelen en de Olympische Zomerspelen .
Vier jaar later kwam Erik Elmsäter bij de Winterspelen weer uit op de 18 km, nu eindigde hij als 56e, en de Noordse combinatie, dit jaar eindigde hij als dertiende.